# گریدی وارد
ویلیام گریدی وارد (به انگلیسی: William Grady Ward) یک مهندس نرم‌افزار آمریکایی، فرهنگ واژه‌نویس و فعال اینترنتی (زاده ۴ آوریل ۱۹۵۱) که در مشاجرات «ساینتولوژی ضد اینترنت» مشهور گشت.
پیش از مخالفت‌های خود با ساینتولوژی آقای وارد پرژوه موبی، یک مجموعه غنی از لغات انگلیسی را توسعه داده و در اختیار عموم قرار داد. یکی از اجزای پروژه موبی، گنجیه لغات موبی است که بیش از دو و نیم میلیون مترداف و عبارت‌های مرتبط دارد